# Oskar Schultze
Oskar Max Sigismund Schultze (* 10. August 1859 in Bonn; † 30. Juni 1920 in Würzburg) war ein deutscher Anatom.

## Leben
Schultze stammte aus einer Gelehrten- und Beamtenfamilie. Sein Vater Max Johann Sigismund Schultze (1825–1874) war ebenfalls Anatom und Zoologe, der Großvater Karl August Sigismund Schultze (1795–1877) Professor für Anatomie und Physiologie in Freiburg und ab 1830 in Greifswald, seine Onkel Bernhard Sigmund Schultze (1827–1919), Gynäkologe und von 1858 bis 1903 Professor an der Universität Jena, und August Sigismund Schultze (1833–1918), Jurist und Hochschullehrer an der Universität Straßburg.
Oskar Schultze studierte Medizin an den Universitäten Bonn, Jena und Berlin. Während seines Studiums wurde er 1879 Mitglied der Burschenschaft Alemannia Bonn. 1883 wurde er unter Franz von Leydig in Bonn promoviert. Von 1884 bis 1891 war er als Prosektor an der Julius-Maximilians-Universität Würzburg unter Albert von Kölliker, zunächst an der vergleichend-anatomischen, später an der anatomischen Abteilung, tätig. 1887 wurde er in die Deutsche Akademie der Naturforscher Leopoldina gewählt.
1889 habilitierte er sich in Würzburg und wurde 1891 zum außerordentlichen Professor mit Lehrauftrag für Topographische Anatomie ernannt. 1911 wurde er an gleicher Stelle zum ordentlichen Professor für Anatomie berufen.
Oskar Schultze starb im 61. Lebensjahr in Würzburg.

## Werk
Von Oskar Schultze stammt ein Lehrbuch der Anatomie (Erstauflage 1903), welches in weiteren Auflagen von Wilhelm Lubosch fortgeführt wurde.

## Schriften (Auswahl)
Den von Koelliker verfassten Grundriß der Entwicklungsgeschichte des Menschen und der Säugethiere bearbeitete Schultze neu. Außerdem publizierte er:
- Zur ersten Entwickelung des braunen Grasfrosches. 1887, doi:10.5962/bhl.title.9065.
- Grundriss der Entwicklungsgeschichte des Menschen und der Säugethiere. Für Studierende und Ärzte. Engelmann, Leipzig 1897 (archive.org).
- Atlas und Grundriss der topographischen und angewandten Anatomie. Lehmann, München 1903 (archive.org).